# Herbert Hörz

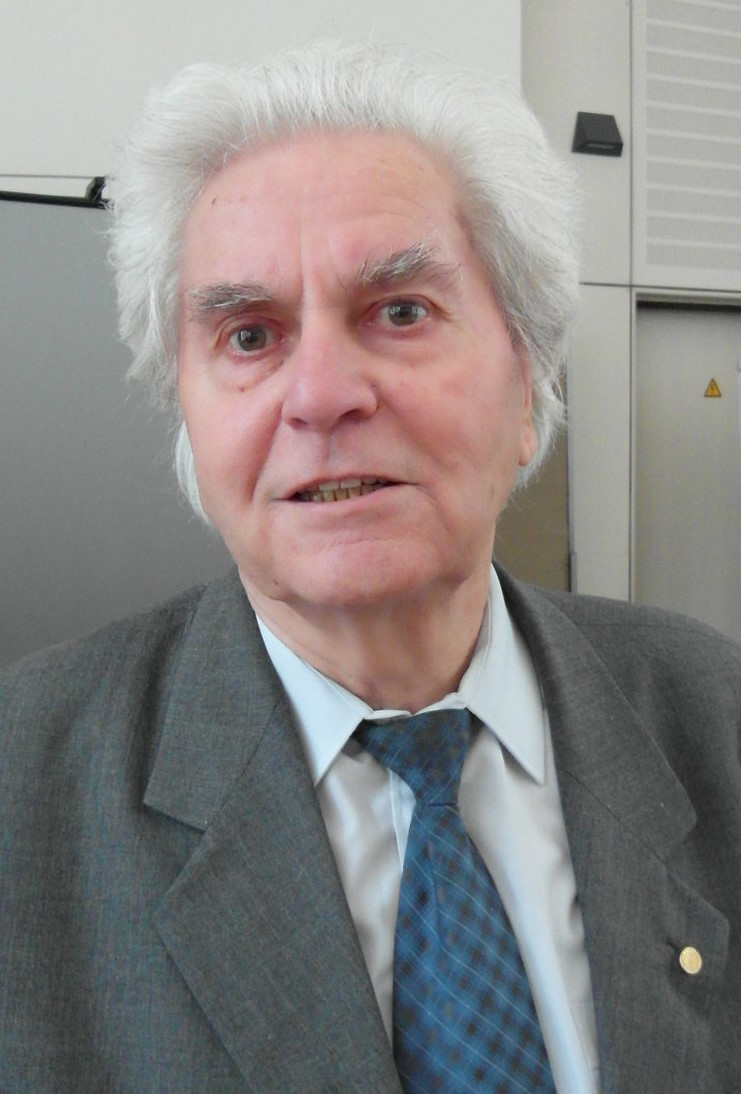
Hörz bei einer Sitzung der Leibniz-Sozietät (2014)

Herbert Hörz (* 12. August 1933 in Stuttgart; † 8. Juni 2024 in Berlin) war ein deutscher marxistischer Philosoph und Wissenschaftshistoriker. Hörz befasste sich insbesondere mit dem Verhältnis zwischen Philosophie und moderner Physik.

## Leben
Seine Kindheit verbrachte Hörz bei Tante und Onkel in der Familie eines Schlossermeisters in Echterdingen am Stadtrand von Stuttgart, da seine Mutter zunächst alleinerziehend war. Hier wurde er 1940 auch eingeschult. Nach der Heirat seiner Mutter zog man um nach Erfurt, und er setzte hier ab 1941 seine Schulbesuche trotz der Kriegswirren in einer Volksschule, Hauptschule, Grundschule, einem Gymnasium und schließlich von 1948 bis 1952 in der Lessing-Oberschule fort (heute Lessingschule als Realschule), wo er sein Abitur nach 12 Jahren Schulzeit ablegte. In den letzten Jahren seiner Oberschulzeit beschäftigten ihn auch philosophische Schriften, insbesondere zum dialektischen Materialismus, woraus sich sein Studienwunsch entwickelte.
Hörz wurde 1949 Mitglied der SED und studierte ab 1952 Philosophie und Physik an der Friedrich-Schiller-Universität Jena. Als dann 1953 sein Professor Georg Klaus an die Humboldt-Universität nach Berlin umberufen wurde und die Leitung des Instituts für Philosophie übernahm, wechselte er ebenfalls dorthin. Sein Examen bestand er 1956 nach vierjährigem Studium „Mit Auszeichnung“. Im Jahre 1960 promovierte er bei Klaus Zweiling an der Humboldt-Universität zu Berlin (HUB) mit „summa cum laude“ mit der Schrift Zur philosophischen Bedeutung der Heisenbergschen Unbestimmtheitsrelationen. Die mündliche Prüfung zur Promotion legte er in den Fächern Philosophie und Physik ab. 1962 habilitierte er sich an der HUB mit einer Schrift über Philosophie und Quantenmechanik.
Parallel dazu bekleidete er die entsprechenden Positionen an der Universität: Ab 1956 war er zunächst Assistent, 1957 Aspirant, 1959 wurde er zum Oberassistenten ernannt. Nach seiner Habilitation wurde Hörz 1962 als Hochschuldozent und 1965 zum Professor mit Lehrauftrag für philosophische Probleme der Naturwissenschaften an der Humboldt-Universität berufen. Im Jahr 1968 erfolgte seine Berufung zum ordentlichen Professor.
Hörz war maßgeblich am Aufbau und der Entwicklung des Lehrstuhls „Philosophische Probleme der Naturwissenschaften“ am Philosophischen Institut der HUB beteiligt, der 1959 gegründet wurde und unter der Leitung von Hermann Ley stand, dessen Stellvertreter Hörz war. Als Ley das Amt des Institutsdirektors übernahm, war er auch dort dessen Stellvertreter. Er war zugleich Mitglied der Leitung der Sektion Philosophie an der Akademie der Wissenschaften der DDR und verantwortlich für die Koordinierung der Forschungsarbeit zu philosophischen Fragen der Wissenschaften. Nach 1972 übernahm diese Aufgabe der Problemrat „Philosophie-Wissenschaften“ im „Rat für marxistisch-leninistische Philosophie“, den er gründete und bis 1990 selbst leitete.
In der Wissenschaftsverwaltung der Humboldt-Universität bekleidete Hörz ebenfalls mehrere Ämter: so war er unter anderem 1966 Prodekan und 1967/68 Dekan der Philosophischen Fakultät, von 1968 bis 1972 war er Gründungsdirektor der Sektion Philosophie.
Hörz wechselte 1972 zur Akademie der Wissenschaften der DDR (AdW) und war hier bis 1989 als Leiter des Bereiches Philosophische Fragen der Wissenschaftsentwicklung am Zentralinstitut für Philosophie (Direktor: Manfred Buhr). 1990 wurde er zum Vizepräsidenten für Plenum und Klassen der Akademie der Wissenschaften der DDR gewählt. Nach der Auflösung der Gelehrtengesellschaft der AdW zum Jahresende 1992 führte er mit Akademiemitgliedern die Arbeit als „Mitglieder und Freunde der Leibniz-Akademie“ weiter. 1993 wurde der privatrechtliche Verein Leibniz-Sozietät der Wissenschaften zu Berlin gegründet. Hier wirkte Hörz von 1998 bis 2006 als gewählter Präsident, seit 2009 ist er Ehrenpräsident.
Nach der Wende und friedlichen Revolution in der DDR war Hörz zwischen 1993 und 1995 Mitarbeiter der Berlin-Brandenburgischen Akademie der Wissenschaften und dort mit der Edition der Schriften Hermann von Helmholtz’ befasst.
Hörz war ab 1954 mit der Philosophin Helga E. Hörz verheiratet; das Ehepaar hat drei erwachsene Kinder.

## Werk
Herbert Hörz stellte seine wichtigsten Arbeitsergebnisse jeweils für eine bestimmte Periode in Buchform zusammenfassend dar, sodass sein Lebenswerk – gegliedert nach Arbeitsgegenständen – relativ übersichtlich und vollständig vorliegt.
Wichtig war dabei für Hörz das inter-, multi- und transdisziplinäre Herangehen an die Probleme, das er selbst durch viele Kontakte mit Vertretern sehr verschiedener Wissenschaftsdisziplinen und mit unterschiedlichen Erfahrungsträgern praktiziert.

### Philosophie
Hörz befasste sich in seinen wissenschaftsphilosophischen und wissenschaftshistorischen Arbeiten mit dem Verhältnis von Wissenschaft, Weltanschauung und Philosophie im historischen und aktuellen Kontext und legte dies in seinem Buch „Wahrheit, Glaube und Hoffnung. Philosophie als Brücke zwischen Wissenschaft und Weltanschauung“ ausführlich dar. Für die Gegenwart konstatiert er darin ein situatives und theoretisches Utopie-Defizit, das überwindbar ist, wobei regressive, stagnative und progressive Lösungen auch für globale Probleme existieren, denen er viele seiner Analysen gewidmet hat, die er ebenfalls geschlossen in Buchform publizierte.
Philosophie ist für Hörz zugleich Welterklärung, Heuristik und weltanschauliche Lebenshilfe; diese Ansichten hat er im Jahre 2015 zeitgemäß weiterentwickelt. Sie hat einen Doppelcharakter: Als Wissenschaft bedient sie sich wissenschaftlicher Methoden, die sich um die Eckpunkte der mathematisch-logischen, der experimentellen und der historischen Methode gruppieren. Als Weltanschauung beantwortet sie Fragen nach dem Ursprung und der Entwicklung der Welt, nach der Stellung der Menschen in der Welt, nach dem Sinn des Lebens und dem Charakter der gesellschaftlichen Entwicklung. Den Marxismus schätzt er wegen seiner kritischen Methodologie und seiner humanen Vision und sieht ihn als Erbe und Bewahrer fortschrittlichen Gedankenguts der Vergangenheit und Gegenwart, setzt sich aber zugleich mit ihm kritisch auseinander. Er tritt hierbei für ein Bündnis aller Humanisten ein, unabhängig von Weltanschauung, Religion, Ethnie und Geschlecht.
Humanismus bedeutet für Hörz Programm zur Befreiung der Menschen aus Not, Unterdrückung und Ausbeutung mit der Zielstellung einer Assoziation freier Individuen mit sozialer Gerechtigkeit und ökologisch verträglichem Verhalten, und damit zugleich Anforderungsstrategie und Bewertungskriterium für die humane Zukunftsgestaltung, auch für Wissenschaft und Technik sowie auf der Ebene europäischer Szenarien.
Dafür formuliert er Humankriterien und Humangebote. Diese sieht er zugleich als eine Grundlage für eine zeitgemäße Ethik der Neomoderne, deren Grundzüge er zusammen mit seiner Frau Helga E. Hörz in einem umfangreichen Buch (459 S.) formuliert hat.
In der Philosophie differenziert Hörz zwischen Grundaussagen als Antwort auf die genannten weltanschaulichen Fragen. Dabei anerkennt er die Entwicklungsprozesse bei diesen Fragestellungen und reagiert hierauf mit seinen aktuellen Antworten. Sie sind für einen „Ismus“ gesetzte Axiome, die auf Evidenz, Erfahrungen oder Glauben basieren und in ihrer Allgemeinheit nicht beweis- oder widerlegbar sind. Präzisierte philosophische Auffassungen mit dem Wissen einer Zeit sind nach seiner Ansicht zu korrigieren, wenn sie sich als überholt erweisen. Mit der Aufstellung philosophischer Hypothesen als mögliche zukünftige Beiträge der Wissenschaften zur Präzisierung philosophischer Aussagen und als Hinweis auf zu lösende Probleme mit Vorschlägen zu ihrer Lösung wird Philosophie ihrer heuristischen Rolle als Gedankenprovokation gerecht.
Die materialistische Dialektik sieht Hörz als aktuelles Denkinstrument zur Gestaltung der Zukunft und hat ihr daher eine zeitgemäße Buchpublikation gewidmet. Als Teiltheorie arbeitete er den dialektischen Determinismus mit der statistischen Gesetzeskonzeption aus, präzisierte die philosophische Entwicklungstheorie und untersuchte Makro-, Meso- und Mikrozyklen. Über seine damit verbundene Philosophie der Zeit als Zyklentheorie hatte er fruchtbare Debatten mit dem Vater der Chronobiologie Franz Halberg.

### Wissenschaftsgeschichte
Als Wissenschaftshistoriker wies sich Hörz vor allem mit seinen Arbeiten zu Physikern des 20. Jahrhunderts, wie Werner Heisenberg, mit dem er einen persönlichen Briefwechsel hatte, und seinen Helmholtz-Studien aus, zu denen er seit 1994 drei entsprechende Buchbände vorlegte. Die Edition bisher unbekannter Briefe von Hermann von Helmholtz (1821–1894) mit Physiologen, Geisteswissenschaftlern und Künstlern sieht er als Brückenschlag zwischen den zwei Kulturen. Naturphilosophie als Heuristik wird von ihm durch die Zusammenarbeit von Helmholtz und Lord Kelvin belegt. Von Ruprecht von Siemens, Urenkel von Helmholtz, erhielt er dessen Abituraufsatz zu Lessings Nathan der Weise, um ihn publizistisch auszuwerten.
Seine dialektische Theorie der Wissenschaftsentwicklung umfasst den Wandel von Wissenschaftstypen von der Herausbildung der Wissenschaft über den Typ des Zunfthandwerks und der autarken Landwirtschaft und den der industriellen Revolution bis zur dialektischen Negation der Negation im Typ der wissenschaftlich-technischen Revolution. In vielen Arbeiten wird dieser Wandel konkret charakterisiert und die Herausforderungen an Philosophie, Wissenschaft und Gesellschaft bestimmt. Wissenschaft als Arbeit und rationale Aneignung der Wirklichkeit bildet dabei ihre Funktionen als Produktiv-, Kultur- und Humankraft aus und besitzt Prozesscharakter, auf den er aktualisierend besonders hingewiesen hat.

### Umfang der Arbeiten
Hörz hielt zahlreiche Vorträge auf wissenschaftlichen Veranstaltungen im In- und Ausland, deren Durchführung er teilweise selbst anregte und mitorganisierte.
Seine wissenschaftlichen Publikationen spiegeln zugleich seine Teamarbeit wider und umfassen mehr als 700 Arbeiten, davon über 80 in Buchform, darunter mehr als 20 Monografien mit bis zu fünf Auflagen.
Er erarbeitete wissenschaftliche Gutachten zu über 75 Dissertationen und Habilitationen, davon für zahlreiche eigene Doktoranden. Aus seinem akademischen Umfeld gingen viele Schüler hervor, darunter die folgende Professoren Gerhard Banse, John Erpenbeck, Evelyn Dölling, Bernd Eichler, Nina Hager, Siegfried Paul und Ulrich Röseberg.

## Gastprofessuren und Auslandsreisen
Hörz war 1972 Gastprofessor in Moskau und in den Jahren 1995, 2001 und 2006 in Graz. Einladungen zu Vorträgen führten ihn in die USA, nach China, Japan und in Länder Ost- und Westeuropas.

## Wissenschaftliche Ämter
- Mitglied im Editorial Board von Philosophy and Biology (Kanada, bis 1995)
- Mitglied im Beirat der Zeitschrift für Wissenschaftsforschung, Graz
- von 1979 bis 1991 Mitglied des Internationalen Vorbereitungskomitees für die jährlichen Tagungen der Wissenschaftsforscher Europas in Deutschlandsberg (Österreich).

## Preise, Ehrungen und Mitgliedschaften
- 1972 Nationalpreis der DDR  II. Klasse für Wissenschaft und Technik
- 1973 Wahl zum Korrespondierenden Mitglied der Akademie der Wissenschaften der DDR
- 1977 Ordentliches Mitglied der Akademie der Wissenschaften der DDR
- 1982 Korrespondierendes Mitglied der Akademie der Pädagogischen Wissenschaften der DDR
- 1984 Vaterländischer Verdienstorden in Silber
- 1989 Ehrenpromotion der Pädagogischen Hochschule Erfurt-Mühlhausen
- 1990 Friedrich-Engels-Preis der Akademie der Wissenschaften der DDR
- 1990–1992 Vizepräsident der Akademie der Wissenschaften der DDR
- 1998–2006 Präsident der Leibniz-Sozietät, seit 2009 Ehrenpräsident
- Mitglied der "European Academy of science, arts and literature"

## Schriften (Auswahl)
- Der dialektische Determinismus in Natur und Gesellschaft. Deutscher Verlag der Wissenschaften, Berlin 1962, 2. Aufl. 1966, 3. Aufl. 1969, 4. Aufl. 1971, 5. Aufl. 1974.
- Atome, Kausalität, Quantensprünge. Deutscher Verlag der Wissenschaften, Berlin 1964.
- mit Hermann Ley, Rolf Löther (Hrsg.): Quo vadis, Universum? Zum Problem der Entwicklung in Naturwissenschaft und Philosophie. Dietz Verlag, Berlin 1965.
- Werner Heisenberg und die Philosophie. Deutscher Verlag der Wissenschaften, Berlin 1966, 2. Aufl. 1968.
- Physik und Weltanschauung. Urania-Verlag, Leipzig, Jena, Berlin 1968, 2. Aufl. 1971; Lizenzausgabe BRD: Verlag Hubert Freistühler, Schwerte/Ruhr 1971; tschechisch: Fyzika a Svêtový Názor, Horizont Verlag, Prag 1973, 3. Aufl. 1975.
- Materiestruktur. Deutscher Verlag der Wissenschaften, Berlin 1971.
- Marxistische Philosophie und Naturwissenschaften. Akademie-Verlag, Berlin 1974, 2. Aufl. 1976; russisch: Progress Verlag, Moskau 1982; Parallelausgabe: Pahl-Rugenstein, Köln 1974, ISBN 3-7609-0089-5.
- Mensch contra Materie? Standpunkte des dialektischen Materialismus zur Bedeutung naturwissenschaftlicher Erkenntnisse für den Menschen. Deutscher Verlag der Wissenschaften, Weltanschauung heute, Bd. 10, Berlin 1976.
- mit John Erpenbeck: Philosophie contra Naturwissenschaft? Deutscher Verlag der Wissenschaften, Berlin 1977.
- Zufall – Eine philosophische Untersuchung. Akademie-Verlag, Berlin 1980.
- Was kann Philosophie? Gedanken zu ihrer Wirksamkeit. Dietz Verlag, Berlin 1986, ISBN 3-320-00699-1.
- Wissenschaft als Prozess. Akademie-Verlag, Berlin 1988, ISBN 3-05-000600-5.
- Philosophie der Zeit. Zeitverständnis in Geschichte und Gegenwart. Deutscher Verlag der Wissenschaften, Berlin 1989, 2. Aufl. 1990, ISBN 3-326-00465-6.
- Selbstorganisation sozialer Systeme – ein Verhaltensmodell zum Freiheitsgewinn.  LIT-Verlag, Münster; Hamburg 1993, ISBN 3-89473-972-X.
- Physiologie und Kultur in der zweiten Hälfte des 19. Jahrhunderts. Briefe an Hermann von Helmholtz. Basilisken-Presse, Marburg 1994, ISBN 3-925347-30-5.
- Brückenschlag zwischen zwei Kulturen. Helmholtz in der Korrespondenz mit Geisteswissenschaftlern und Künstlern. Basilisken-Presse, Marburg 1997, ISBN 3-925347-44-5.
- Der moderne Faust im Spannungsfeld zwischen Natur und Kultur. Führt die Zivilisationskrise notwendig zum Krieg? In: Gesellschaftliches Naturverhältnis und die Frage von Krieg und Frieden. Beiträge vom 3. Dresdner Symposium „Für eine globale Friedensordnung“ am 21. November 1998. (Hrsg.) Dresdener Studiengemeinschaft Sicherheitspolitik (DSS) e. V.: DSS-Arbeitspapiere, Dresden 1999, Heft 45, S. 5–25.
- Naturphilosophie als Heuristik? Korrespondenz zwischen Hermann von Helmholtz und Lord Kelvin (William Thomson). Basilisken-Presse, Marburg 2000, ISBN 3-925347-56-9.
- Kampf der Kulturen? Bemerkungen zu Samuel P. Huntington "The Clash of Civilizations". In: Analysieren und Denken für Frieden und Menschenrechte. Ernst Woit zum 70. Geburtstag. (Hrsg.) Dresdener Studiengemeinschaft Sicherheitspolitik (DSS) e. V.: DSS-Arbeitspapiere, Dresden 2002, Heft 62, S. 39–45.
- Lebenswenden. Vom Werden und Wirken eines Philosophen vor, in und nach der DDR. trafo Wissenschaftsverlag, Berlin 2005, ISBN 3-89626-313-7.
- Wahrheit, Glaube und Hoffnung. Philosophie als Brücke zwischen Wissenschaft und Weltanschauung. trafo Wissenschaftsverlag, Berlin 2007, ISBN 978-3-89626-696-5.
- Materialistische Dialektik. Aktuelles Denkinstrument zur Zukunftsgestaltung. trafo Wissenschaftsverlag, Berlin 2009, ISBN 978-3-89626-931-7.
- Sind Kriege gesetzmäßig? Standpunkte, Hoffnungen, Handlungsorientierungen. Forschungsinstitut der Internationalen Wissenschaftlichen Vereinigung Weltwirtschaft und Weltpolitik e. V., Reihe: Europäische Integration. Grundfragen der Theorie und Politik, Nr. 23, Berlin 2010.
- Problemrat Philosophie-Wissenschaften. Erfahrungen bei der Koordinierung wissenschaftsphilosophischer Forschungen in der DDR. In: Herbert Hörz, Hubert Laitko (Hrsg.): Akademie und Universität in historischer und aktueller Sicht. Arbeitsteilungen, Konkurrenzen, Kooperationen. trafo Verlagsgruppe Dr. Wolfgang Weist, Berlin 2013, S. 159–209, ISBN 978-3-86464-005-6.
- mit Helga E. Hörz: Ist Egoismus unmoralisch? Grundzüge einer neomodernen Ethik. trafo Verlagsgruppe Dr. Wolfgang Weist, Berlin 2013, ISBN 978-3-86464-038-4.
- mit Helga E. Hörz: Transhumanismus. Ist der zukünftige Mensch ein Avatar? In: Welf Schröter (Hrsg.): Identität in der Virtualität. Einblicke in neue Arbeitswelten und »Industrie 4.0« – Beiträge zum 60. Geburtstag eines Netzwerkers. Talheimer Verlag, Mössingen 2014, S. 242–285.
- Ersetzen Gehirne auf Nährlösungen den homo faber? – Visionen für eine zukünftige Informationsgesellschaft. In: Frank Fuchs-Kittowski; Werner Kriesel (Hrsg.): Informatik und Gesellschaft. Festschrift zum 80. Geburtstag von Klaus Fuchs-Kittowski. Peter Lang Internationaler Verlag der Wissenschaften, PL Academic Research, Frankfurt a. M.; Bern; Bruxelles; New York; Oxford; Warszawa; Wien 2016, ISBN 978-3-631-66719-4 (Print), E-ISBN 978-3-653-06277-9 (E-Book).
- Ist Marxismus noch zeitgemäß? – Erfahrungen, Analysen, Standpunkte. trafo Verlagsgruppe Dr. Wolfgang Weist, Berlin 2016, ISBN 978-3-86464-106-0.
- mit Werner Krause und Erdmute Sommerfeld (Hrsg.): Einfachheit als Wirk-, Erkenntnis- und Gestaltungsprinzip. Sitzungsberichte der Leibniz-Sozietät der Wissenschaften, Band 125/126. trafo Wissenschaftsverlag Dr. Wolfgang Weist,  Berlin 2016, ISBN 978-3-86464-094-0.
- Ökologie, Klimawandel und Nachhaltigkeit. Herausforderungen im Überlebenskampf der Menschheit. trafo Wissenschaftsverlag, Berlin 2018, ISBN 978-3-86464-186-2.
- mit Gerhard Banse, Dieter B. Herrmann (Hrsg.): 25 Jahre Leibniz-Sozietät der Wissenschaften zu Berlin. Reden der Präsidenten auf den Leibniz-Tagen 1993-2017. Abhandlungen der Leibniz-Sozietät der Wissenschaften, Band 50. trafo Verlagsgruppe Dr. Wolfgang Weist, Wissenschaftsverlag, Berlin 2018, ISBN 978-3-86464-161-9.
- mit Helga E. Hörz: Frieden – Geschenk oder Aufgabe? Erfahrungen, Analysen, Aktionen. trafo-Verlag der Wissenschaften, Berlin 2020, ISBN 978-3-86464-013-1.